# Markrabství Nordgau
Markrabství Nordgau (německy Markgrafschaft Nordgau) neboli Bavorské Nordgau (německy Bayerischer Nordgau) byl středověký pohraniční administrativní celek Bavorského vévodství ve Svaté říši řimské, jehož sousedem bylo České království a z něhož se později vydělilo Chebsko, které bylo připojeno k Čechám. Zbytek se přeměnil na Bamberské knížecí biskupství a Horní Falc. Hlavním městem byl Mnichov.